# Турышовка
Турышовка — деревня в Артинском городском округе Свердловской области.

## Географическое положение
Турышовка расположена в 28 километрах к западу от районного и окружного центра — посёлка городского типа Арти, на левом берегу реки Бугалыш. Ранее входила в состав Сажинского сельского совета.
Деревня вытянута вдоль автодороги, проходящей с запада на восток. Участок данной автодороги в пределах деревни составляет единственную улицу — Трактовую. Здесь же расположена автобусная остановка. На противоположном берегу Бугалыша от восточной части деревни расположена деревня Попово.

## Население
По данным переписи населения 2010 года, в Турышовке проживало 58 человек.